# Giangiacomo Magnani
Giangiacomo Magnani (Correggio, 4 ottobre 1995) è un calciatore italiano, difensore del Palermo.

## Caratteristiche tecniche
È un difensore centrale, destro di piede, abile nell'anticipo, nel confronto fisico e nel gioco aereo. Sa anche impostare da dietro.

## Carriera

### Inizi e Virtus Verona
Nato a Correggio, in provincia di Reggio Emilia, inizia a giocare a calcio nel AC Fabbrico, passando in seguito alla Reggiana, rimanendovi fino a fine 2013. Da gennaio a giugno 2014 gioca nella Primavera del Padova. Nella stagione 2014-2015 fa la sua prima esperienza nel calcio dei "grandi", giocando 27 gare e segnando 2 gol in Serie D con la Virtus Verona, con cui chiude il campionato 5º, perdendo il 1º turno dei play-off con il Ciserano.

### Lumezzane
Per la stagione 2015-2016 va a giocare al Lumezzane, in Lega Pro. Debutta in rossoblù il 23 agosto 2015, in Coppa Italia Lega Pro, entrando all' 86' della vittoria per 1-0 nella fase a gironi sul campo del Renate. La prima in campionato la gioca invece il 19 settembre, alla 3ª giornata, entrando al 75' della sconfitta per 1-0 in trasferta contro il Padova. Segna il suo primo gol la stagione successiva, il 25 marzo 2017, nel 31º turno di Lega Pro, realizzando l'1-0 al 9' nella gara persa per 7-2 sul campo del Pordenone. Termina dopo 2 stagioni con 31 presenze e 1 rete, arrivando 13º il primo anno e 19º il secondo, retrocedendo in Serie D dopo la sconfitta ai play-out con il Teramo.

### Siracusa e Perugia
Nel luglio 2017 passa al Siracusa, formazione militante in Serie C. Esordisce con i siciliani il 26 agosto, alla 1ª di campionato, in trasferta contro il Trapani, entrando al 60' della gara persa per 1-0. Partito inizialmente come riserva, pian piano guadagna la fiducia del mister e dell'ambiente, riuscendo nonostante la giovanissima età a risultare tra i più promettenti giovani in circolazione. Segna la sua prima rete il 4 novembre, realizzando il definitivo 2-3 all'83' nella sconfitta in casa contro la Paganese, al 12º turno di Serie C. Al termine del girone di andata, con l'apertura della sessione invernale di mercato, per lui fioccano diverse richieste dalla Serie B e passa a titolo definitivo (quadriennale per lui) al Perugia grazie anche alla collaborazione della Juventus, società che manifestando un concreto interesse per il difensore, lo segnala al club biancorosso in cadetteria, visti i buoni rapporti, portando nelle casse del Siracusa circa cinquecentomila euro. Al Siracusa collezionerà in totale 19 presenze ed 1 gol. Magnani nel giorno dei saluti, scriverà una lettera per ringraziare la città di Siracusa.
A fine calciomercato invernale 2018 va a giocare in Serie B, al Perugia, che lo paga cinquecentomila euro. Debutta in biancorosso l'11 febbraio, giocando titolare nel pareggio per 1-1 sul campo del Parma, alla 25ª di campionato. Nella mezza stagione in Umbria chiude 8º in classifica, arrivando ai play-off, nei quali esce al turno preliminare contro il Venezia, chiudendo con 16 presenze.

### Sassuolo
A fine luglio passa a titolo definitivo al Sassuolo, per 5 milioni di euro.
Esordisce con i neroverdi il 12 agosto, nel 3º turno di Coppa Italia, giocando tutti i 90 minuti del successo per 5-1 in casa contro la Ternana. Il debutto in Serie A arriva invece la settimana successiva, alla 1ª giornata, il 19 agosto, quando parte titolare nella vittoria interna per 1-0 sull'Inter, e disputando un'ottima partita.

### Brescia e ritorno al Sassuolo
Il 7 agosto 2019, viene ceduto in prestito secco al Brescia, neopromosso in Serie A. Fa il suo esordio in campionato con la maglia delle rondinelle il 9 novembre successivo, nella partita persa per 4-0 in casa contro il Torino.
Il 31 gennaio 2020 fa ritorno al Sassuolo, con cui torna a giocare il successivo 1º febbraio in Serie A contro la Roma. Il 24 giugno 2020 realizza con la maglia neroverde il suo primo gol in massima serie, siglando il definitivo 3-3 nella trasferta di San Siro contro l'Inter.

### Verona e prestito alla Sampdoria
Il 2 settembre 2020 si trasferisce in prestito con obbligo di riscatto al Verona.
Il 16 gennaio 2022, dopo aver collezionato 41 presenze totali con gli scaligeri, passa a titolo temporaneo, con diritto di opzione, alla Sampdoria.
A fine prestito fa ritorno ai veronesi, con cui milita per altri due anni e mezzo prima di andarsene; nel mentre ha realizzato un gol nel successo per 3-2 contro la Roma del 3 novembre 2024.

### Palermo
Il 28 gennaio 2025 viene ceduto a titolo definitivo in Serie B al Palermo.

## Statistiche

### Presenze nei club
Statistiche aggiornate al 12 maggio 2025.
| Stagione         | Squadra          | Campionato       | Campionato | Campionato | Coppe nazionali | Coppe nazionali | Coppe nazionali | Coppe continentali | Coppe continentali | Coppe continentali | Altre coppe | Altre coppe | Altre coppe | Totale | Totale |
| Stagione         | Squadra          | Comp             | Pres       | Reti       | Comp            | Pres            | Reti            | Comp               | Pres               | Reti               | Comp        | Pres        | Reti        | Pres   | Reti   |
| ---------------- | ---------------- | ---------------- | ---------- | ---------- | --------------- | --------------- | --------------- | ------------------ | ------------------ | ------------------ | ----------- | ----------- | ----------- | ------ | ------ |
| 2014-2015        | Virtus Verona    | D                | 27         | 2          | CI-D            | 0               | 0               | -                  | -                  | -                  | -           | -           | -           | 27     | 2      |
| 2015-2016        | Lumezzane        | LP               | 10         | 0          | CI-LP           | 1               | 0               | -                  | -                  | -                  | -           | -           | -           | 11     | 0      |
| 2016-2017        | Lumezzane        | LP               | 18         | 1          | CI-LP           | 2               | 0               | -                  | -                  | -                  | -           | -           | -           | 20     | 1      |
| Totale Lumezzane | Totale Lumezzane | Totale Lumezzane | 28         | 1          |                 | 3               | 0               |                    | -                  | -                  |             | -           | -           | 31     | 1      |
| 2017-gen. 2018   | Siracusa         | C                | 19         | 1          | CI+CI-C         | 0               | 0               | -                  | -                  | -                  | -           | -           | -           | 19     | 1      |
| gen.-giu. 2018   | Perugia          | B                | 15+1       | 0          | CI              | 0               | 0               | -                  | -                  | -                  | -           | -           | -           | 16     | 0      |
| 2018-2019        | Sassuolo         | A                | 19         | 0          | CI              | 3               | 0               | -                  | -                  | -                  | -           | -           | -           | 22     | 0      |
| 2019-gen. 2020   | Brescia          | A                | 2          | 0          | CI              | 1               | 0               | -                  | -                  | -                  | -           | -           | -           | 3      | 0      |
| gen.-giu. 2020   | Sassuolo         | A                | 8          | 1          | CI              | 0               | 0               | -                  | -                  | -                  | -           | -           | -           | 8      | 1      |
| Totale Sassuolo  | Totale Sassuolo  | Totale Sassuolo  | 27         | 1          |                 | 3               | 0               |                    | -                  | -                  |             | -           | -           | 30     | 1      |
| 2020-2021        | Verona           | A                | 25         | 0          | CI              | 1               | 0               | -                  | -                  | -                  | -           | -           | -           | 26     | 0      |
| 2021-gen. 2022   | Verona           | A                | 14         | 0          | CI              | 1               | 0               | -                  | -                  | -                  | -           | -           | -           | 15     | 0      |
| gen.-giu. 2022   | Sampdoria        | A                | 4          | 0          | CI              | 1               | 0               | -                  | -                  | -                  | -           | -           | -           | 5      | 0      |
| 2022-2023        | Verona           | A                | 24+1       | 0          | CI              | 1               | 0               | -                  | -                  | -                  | -           | -           | -           | 26     | 0      |
| 2023-2024        | Verona           | A                | 33         | 0          | CI              | 2               | 0               | -                  | -                  | -                  | -           | -           | -           | 35     | 0      |
| 2024-gen. 2025   | Verona           | A                | 17         | 1          | CI              | 1               | 0               | -                  | -                  | -                  | -           | -           | -           | 18     | 1      |
| Totale Verona    | Totale Verona    | Totale Verona    | 113+1      | 1          |                 | 6               | 0               |                    | -                  | -                  |             | -           | -           | 120    | 1      |
| gen.-giu. 2025   | Palermo          | B                | 13         | 0          | CI              | 0               | 0               | -                  | -                  | -                  | -           | -           | -           | 13     | 0      |
| Totale carriera  | Totale carriera  | Totale carriera  | 250        | 6          |                 | 13              | 0               |                    | -                  | -                  |             | -           | -           | 263    | 6      |